# Avenida General Blanche
La Avenida General Blanche es la última calle de los recorridos de Transantiago en el sector Apoquindo, al oriente de la ciudad; tiene carácter Residencial con una zona Comercial en Avenida Bulnes Correa y la Avenida San Ramón Oriente.
No se sabe el origen exacto de la calzada, ya que muchas de las actuales calles del sector eran huellas de cerro antes de la expansión de Santiago hacia el oriente.

## Etimología
El General Bartolomé Blanche fue presidente de Chile por apenas 19 días entre el 13 de septiembre de 1932 y el 10 de octubre del mismo año. Anteriormente había sido Comandante en Jefe del Ejército, pero también durante un corto período, desde el 27 de abril de 1931 al 26 de julio del mismo año, fecha en que se retiró de la institución castrense. Participó en el gobierno de la República Socialista de Dávila, como primer ministro, pero a los pocos días participa en la conspiración de Arturo Merino Benítez y otros seguidores del Gral. Ibáñez del Campo, siendo nombrado Presidente Provisional de la República. Su ascensión, sin embargo, no calmó los ánimos de la población y sufrió revueltas de las guarniciones de Antofagasta (27 de septiembre) y Concepción. Renunció entonces a su cargo, cediéndole la banda presidencial a Abraham Oyanedel, Presidente de la Corte Suprema. Murió el 10 de junio de 1970.

## Recorrido y Continuaciones
- General Blanche al oeste  (Calle Patagonia-Avenida Apoquindo).
- General Blanche al este (Calle Monseñor Álvaro del Portillo).